# Ludwig A. Fuchsik
Ludwig A. Fuchsik (* 10. August 1853 in Leitersdorf, Österreichisch-Schlesien; † 11. April 1920 in Wien) war ein österreichischer Architekt und Stadtbaumeister.

## Leben
Ludwig A. Fuchsik stammte aus Leitersdorf, dem heutigen Litultovice in Tschechien. Seit 1885 ist er in Wien belegt, wo er in diesem Jahr die Baumeisterprüfung und die Baumeisterkonzession erlangte. Fuchsik entfaltete in Wien eine rege Tätigkeit, war ab 1885 im Österreichischen Ingenieur- und Architektenverein Mitglied, seit 1886 gehörte er der Genossenschaft der Bau- und Steinmetzmeister an. Er engagierte sich auch als Politiker und war Angehöriger des Gemeinderates in Alsergrund für die Liberalen.
Auch der Sohn Ferdinand Fuchsik (1884–1952) war als Architekt tätig.

## Werke

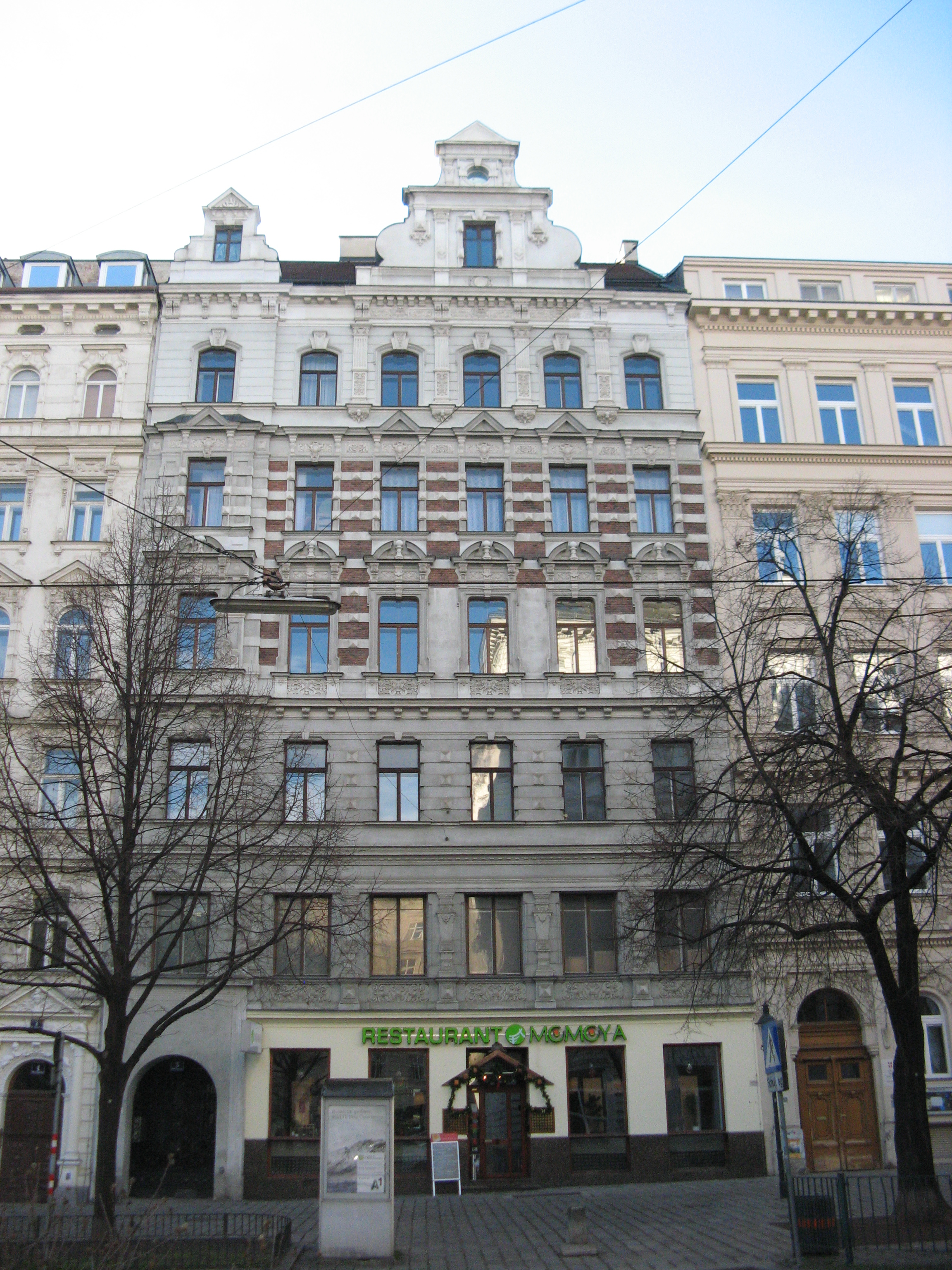
Wohnhaus, Wien 1, Börsegasse 3 (1892–1893)

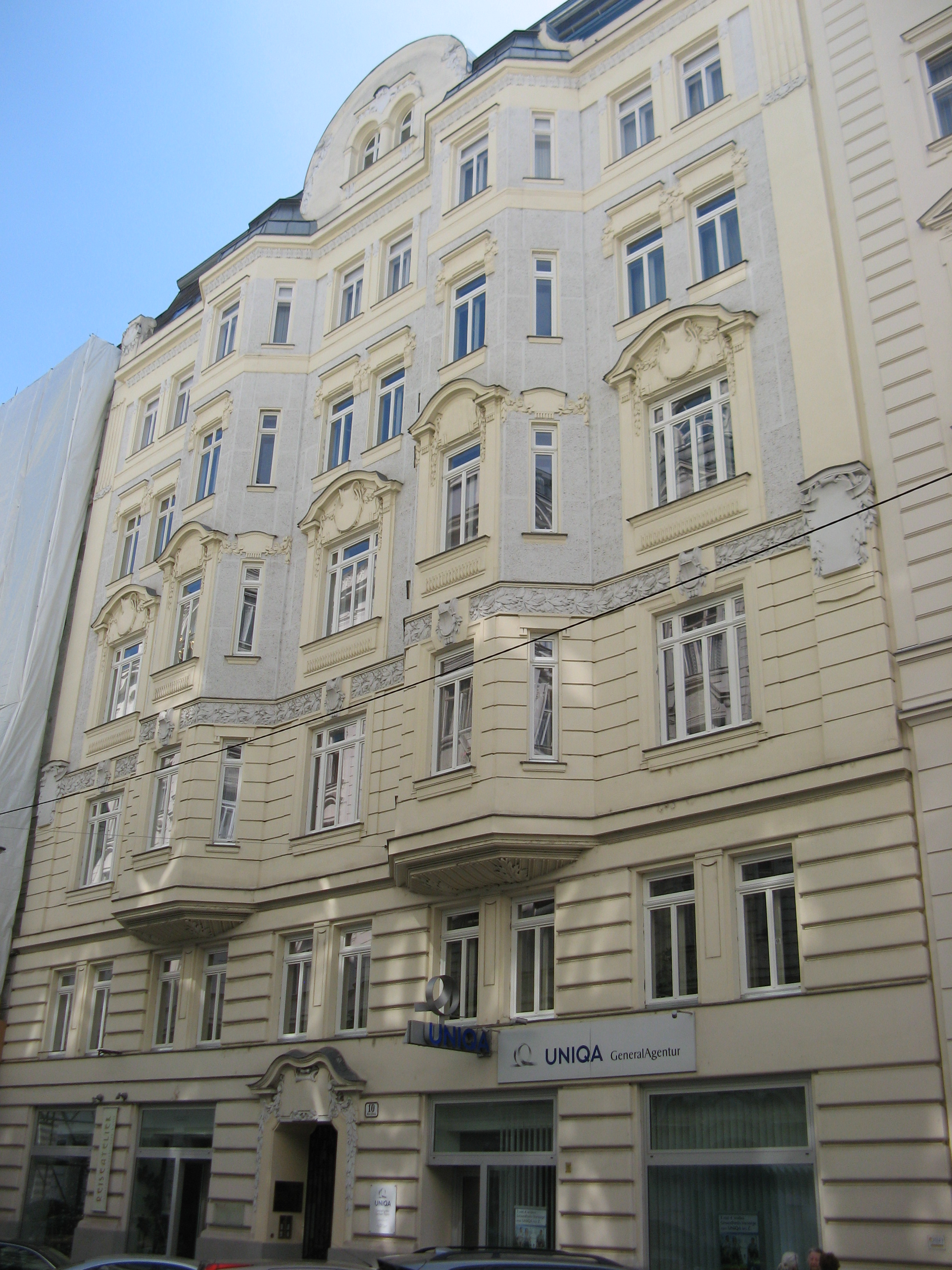
Wohnhaus Ernst Weiss, Wien 1, Biberstraße 10 (1903)

Der Schwerpunkt der Tätigkeit von Fuchsik lag auf dem Wohn- und Geschäftshausbau in Wien. Dabei bediente er sich virtuos der in seiner Zeit gefragten Stilformen des Historismus (mittelalterliche, altdeutsche, barocke und Renaissancestilformen), wobei er gelegentlich auch modische sezessionistische Elemente einfließen ließ. Vielfältig war Fuchsiks Materialwahl bei den Fassaden, wo er Mauerverputz, Sichtziegel, bossierte Quadersteine und auch Kunststeinplatten verwendete. Besondere Aufmerksamkeit widmete er den Foyers und den Portalen.
- Miethaus, Wien 5, Schönbrunner Straße 71 / Rampersdorffergasse 70 (1888)
- Wohnhaus mit Kanzleigebäude und Weinkelleranlage, Klosterneuburg, NÖ, Hölzlgasse 21 (1891)
- Wohnhaus und Weinkelleranlage, Klosterneuburg, NÖ, Alleestraße 37 (1892)
- Wohn- u. Geschäftshaus S.L. Morgenstern, Wien 5, Bacherplatz 10 (1892)
- Wohn- u. Geschäftshaus, Wien 1, Börsegasse 3 (1892–1893)
- Miethaus, Wien 5, Margaretenstraße 96 (1892–1893)
- Wohnhaus mit Kelleranlage, Klosterneuburg, NÖ, Martinstraße 25 (1894)
- Wohn- u. Geschäftshaus „Zum goldenen Adler“, Wien 2, Taborstraße 22 (1894–1895)
- Miethaus „Zur alten Schleifmühle“, Wien 4, Schleifmühlgasse 21 (1894)
- Miethaus, Wien 6, Magdalenenstraße 21 (1894)
- Miethaus, Wien 9, Pramergasse 25A / Rögergasse 1 (1894)
- Miethäuser, Wien 9, Rögergasse 1a u. 1b (1894)
- Miethaus, Wien 2, Glockengasse 11 (1894–1895)
- Miethaus, Wien 4, Schleifmühlgasse 15 (1895)[1]
- Miethaus, Wien 4, Mühlgasse 9 / Schleifmühlgasse 17 (1895)
- Miethaus, Wien 4, Mühlgasse 11 (1895)
- Miethaus, Wien 6, Mariahilfer Straße 67 / Nelkengasse 5 (1896)
- Miethaus, Wien 7, Lindengasse 38 (1896)
- Miethaus, Wien 1, Dominikanerbastei 17 (1897–1898)
- Telefon-Actiengesellschaft, Wien 14, Goldschlagstraße 172 (1900)
- Miethaus, Wien 8, Blindengasse 35 (vor 1901)
- Wohnhaus Adolf Bachrach, Wien 1, Rosenbursenstraße 8 / Biberstraße 12 (1901–1902)
- Wohnhaus Ernst Weiss, Wien 1, Biberstraße 10 (1903)
- Miethaus, Wien 5, Margaretenstraße 113 (1903)
- Miethaus, Wien 4, Wohllebengasse 15 (vor 1904)
- Miethaus, Wien 16, Ottakringer Straße 56 (vor 1904)
- Miethaus, Wien 15, Sechshauser Straße 36–38 (vor 1904)
- Miethaus, Wien 8, Josefstädter Straße 56 / Kupkagasse / Hamerlingplatz (1904)
- Villa, Wien 13, Kupelwiesergasse 12 (mit Ernst Ornstein) (1906)
- Miethaus, Wien 4, Gusshausstraße 6 (1906)
- Arbeiterheim, Wien 16, Kreitnergasse 15–19 (mit Ernst Ornstein, nicht erhalten) (1906–1907)
- Miethaus, Wien 9, Alser Straße 20 (mit E. Ornstein, verändert) (vor 1908)
- Miethaus, Wien 8, Laudongasse 60 (1909)
- Villa, Haugsdorf, Bahnstraße 6 (Weinviertel, NÖ) (1912)